# Ергодична гіпотеза
Ергодична гіпотеза — припущення про те, що динамічна багаточастинкова система при своїй еволюції з часом побуває в усіх можливих мікроскопічних станах із однаковою імовірністю.
Ергодична гіпотеза є основним припущенням статистичної механіки, яке дозволяє замінити часове усереднення фізичних величин усередненням по ансамблю.
В кожному мікроскопічному стані багаточастинкова динамічна система описується набором координат та імпульсів частинок: {\displaystyle q_{i}} та {\displaystyle p_{i}}. З часом координати та швидкості частинок змінюються, тобто {\displaystyle q_{i}} є функцією часу. Будь-яка характеристика динамічної системи залежить від координат та швидкостей частинок, а з ними й від часу. Для визначення середнього значення цієї характеристики необхідно провести усереднення по часу:
{\displaystyle {\bar {A}}={\frac {1}{T}}\int A(q_{i}(t),p_{i}(t))dt}.
Однак, точне визначення координат частинок для системи, яка складається з дуже великого числа частинок та відстежування їхньої еволюції, неможливе. Однак, опираючись на ергодичну гіпотезу можна припустити, що кожне з можливих значень координати {\displaystyle q_{i}} реалізуватиметься в ході еволюції системи з однаковою ймовірністю. Тоді
{\displaystyle {\bar {A}}={\frac {1}{V_{ph}}}\int A(q_{i},p_{i})\prod _{i}dq_{i}dp_{i}},
де {\displaystyle V_{ph}} — фазовий об'єм системи.
Строгого доведення ергодичної гіпотези для систем, які вивчаються в статистичній фізиці, не існує, однак на її користь говорить успішне застосування її для опису найрізноманітніших фізичних систем[джерело?].